# Mark Oliver Everett
Mark Oliver Everett, mer känd som Mr. E, född 10 april 1963 i Virginia, USA, är en amerikansk rockmusiker, känd som frontman i bandet Eels, men även som soloartist. Han är son till den amerikanska fysikern Hugh Everett.

## Biografi
Mark Oliver Everett blev intresserad av rockmusik vid en tidig ålder genom sin syster Elizabeth och hennes skivsamling. E började spela trummor vid sex års ålder och han har skrivit låtar sedan 10 års ålder. Trots helt normala förutsättningar hade E en brokig uppväxt där han inte tyckte att han passade in. Han blev gripen av polisen ett flertal gånger och skolkade mycket från skolan.
Musikintresset var en ljuspunkt i tillvaron och genom ungdomsåren hade han stor nytta av en kassettbandspelare för att spela in sina alster. Everett har alltid haft en förmåga att skriva mycket musik, närmast ett beroende, och detta har hjälpt honom att få skivkontrakt och möjligheten att leva på sin musik.
År 1987 flyttade E från Virginia till Kalifornien för att få ny inspiration. Efter att ha kämpat ett tag med musiken släppte E 1992 sitt första soloalbum betitlat A Man Called E under skivbolaget Polydor. Singeln "Hello Cruel World" blev mer eller mindre en succé och spelades flitigt på flera radiokanaler. Året därefter, 1993, släpptes "Broken Toy Shop", det andra albumet av två i det kontrakt Everett hade med Polydor. Broken Toy Shop nådde dock inte alls samma höjder som A Man Called E.
E's liv har omgärdats av tråkiga händelser och tidiga bortgångar. Everetts pappa, Hugh Everett III, dog i en hjärtattack 1982, E's syster begick självmord 1996 och två år senare dog hans mamma i lungcancer. De senare händelserna influerade starkt EELS album Electro-Shock Blues, ett album som E beskrivit som ett ljust album trots dess uppenbarligen mörka tema. Som om detta inte var nog så var E's kusin Jennifer Lewis, född Gore, flygvärdinna på det flygplan som flögs in i Pentagon under 11 september-attackerna 2001.
Mark Oliver Everett äger en hund, Bobby Jr, som framträder på albumet Blinking Lights and Other Revelations där Bobby Jr skäller i låten "Last Time We Spoke".
2007 kom E ut med en självbiografi som heter "Things the grandchildren should know". Titeln är även en sångtitel från albumet "Blinking Lights and other Revelations".

## Diskografi
- 1992 – A Man Called E
- 1993 – Broken Toy Shop
- 2003 – Levity Soundtrack
- 2003 – I Am the Messiah